# میتو، یاماگوچی
میتو، یاماگوچی (به لاتین: Mitō) یک منطقهٔ مسکونی در ژاپن است. میتو ۶٬۱۹۸ نفر جمعیت دارد.